# Лаврентій Гембицький
Лаврентій Гембицький (також Вавжинець Гембицький, пол. Wawrzyniec Gembicki; 5 серпня 1559 — 10 лютого 1624) — державний та релігійний діяч Речі Посполитої, єпископ Римо-Католицької Церкви. Гнезненський архієпископ, примас Королівства Польського і Великого князівства Литовського (14 березня 1616—1624). Представник шляхетського роду Гембицьких гербу Наленч.

## З життєпису
Народився в Гембиці, Польща. Єдиний син правника Павела Гембицького та його дружини Анни Ловенцької (Нінінської з Ловенцина) гербу Наленч.
Спочатку навчався в «протестантській атмосфері». Через три роки батько перевів його Колегіуму Любранського, а потім до колегіуму єзуїтів А. Конарського у Познані, пізніше навчався у Краківській академії. В 1576—1577 роках навчався в Академії єзуїтів у Інгольштадті.
Працював секретарем польських королів Стефана Баторія та Сигізмунда III Вази. 1596 року брав участь у посольстві до Папи Римського Климента VIII щодо претензій Речі Посполитої на Молдавію. Як єпископ був головним противником прусських протестантів, сприяв діяльності єзуїтів, відновив дисципліну католицького духовенства та численні церкви. Збудував розкішний маєток у Ловичі. У 1609—1610 роках займався організацією походу на Московію, був противником війни з Османською імперією. 1623 року намагався владнати конфлікт між Унійною та Православною церквою на Русі.
Помер у Ловичі. Похований у каплиці Латальських Гнезненського собору.

## Посади
Королівський секретар з 1587 року. Великий канцлер коронний (1609–1613), сенатор. Великий підканцлер коронний (1607—1609), великий секретар коронний (1595—1607). Єпископ хелмінський (10 листопада 1600–1610) і куявський (19 квітня 1610—1616).